# Домброва (гміна Вольбуж)
Домброва (пол. Dąbrowa) — село в Польщі, у гміні Вольбуж Пйотрковського повіту Лодзинського воєводства.